# Piron (Ort, Lontas)
Piron ist ein osttimoresischer Ort im Suco Lontas (Verwaltungsamt Lolotoe, Gemeinde Bobonaro). Das Dorf liegt im Norden der Aldeia Piron, auf einer Meereshöhe von 1142 m.
Piron liegt auf einem Bergrücken, östlich des Gipfels Foho Leten (1173 m). Südwestlich liegt der Gipfel des Mupiesse (1176 m). Eine Überlandstraße führt durch den Ort. Sie verbindet Piron mit dem Weiler Ozo im Nordosten und Mapelai im Westen.
Bei Piron befindet sich eine Grundschule.